# 保羅·金恩·班奈狄克
保羅·金恩·班奈狄克（英語：Paul King Benedict，1912年7月5日—1997年7月21日），漢名白保羅，是美國人類學家和心理專家。他也是語言學家，專注於研究東亞和東南亞的語言。

## 生平
他出生於紐約州波啟浦夕市。1930年畢業於波基普西高中。1934年於新墨西哥大學取得文學士證書，其後於1935年和1941年分別在哈佛大學攻讀碩士和以人類學系博士畢業。在纽约医学院取得醫學士之後，成為一名精神科醫師，服務於紐約州矯正署（New York State Department of Corrections）。
1997年，他逝世於佛羅里達州奧蒙德海灘的車禍事故。

## 研究
他對漢-藏語族、苗-瑤語族、加-岱語族、南亞細亞語族、南島語族的語言學研究頗有貢獻。